# Kalamos (eiland)
Kalamos (Grieks: Κάλαμος) is een deelgemeente (dimotiki enotita) van de gemeente (dimos) Lefkada, in de Griekse bestuurlijke regio (periferia) Ionische Eilanden. De plaats telt 543 inwoners.